# 2013年印巴邊境衝突
2013年印巴邊境衝突是發生於2013年1月6日開始，印度与巴基斯坦在克什米尔地区印巴控制線附近所發生的一系列小規模衝突，被認為是該地區近十年以來最嚴重的衝突事件。2013年1月6日，巴基斯坦媒體報導印度軍攻擊邊防哨所，使得巴基斯坦軍一人陣亡。印度當局則表示此次攻擊是為了報復巴基斯坦方先前違反停火的行為，但否認越過界線。第二次衝突發生在1月8日，印度政府宣稱巴基斯坦穿越印巴控制線，並殺死兩名印度士兵，其中一名士兵被斬首，引發印度方面的不滿，而巴基斯坦否認。第三次衝突則發生於1月15日，造成一名巴基斯坦的士兵死亡。另外，2月15日的衝突也使一名巴基斯坦軍陣亡。

## 國際反應
- 法國 – 法國駐印度大使Francois Richier譴責殺害印度士兵的行為，並稱為是「多餘外加的暴行」（Additional element of atrocity）。[2]
- 伊斯蘭會議組織 – 伊斯蘭會議組織 (OIC) 於開羅舉行的第十二屆峰會所發表一份聯合聲明指出，關注印巴控制線上違反停火的議題，並支持巴基斯坦的意見，透過聯合國駐印巴軍事觀察小組調查此事件。[3]
- 中國 – 中國外交部洪磊表示作為印巴雙方的鄰居和朋友，衷心希望兩國能保持冷靜，並透過對話與協商解決爭端，進而維護南亞地區的和平及穩定，並說在南亞地區，印度和巴基斯坦對於中國都是很重要的國家。[4]
- 美国 – 美國政府部門發言人Victoria Nuland說美國呼籲兩國在最近的衝突過後應降低反應，政府高層必須繼續協商，消弭歧見。